# Witzeeze
Witzeeze là một đô thị thuộc huyện Lauenburg, trong bang Schleswig-Holstein, Đức. Đô thị Witzeeze có diện tích 10,46 km², dân số thời điểm ngày 31 tháng 12 năm 2006 là 930 người.